# Max Hussarek von Heinlein
Max Hussarek (von) Heinlein, 1917 bis 1919 Freiherr Hussarek von Heinlein (* 3. Mai 1865 in Pressburg, Ungarn heute Slowakei; † 6. März 1935 in Wien) war christlichsozialer Politiker in der österreichischen Reichshälfte Österreich-Ungarns. In der Endphase der Monarchie war er 1918 drei Monate lang (vorletzter) Ministerpräsident Kaiser Karls I. (Ministerium Hussarek).

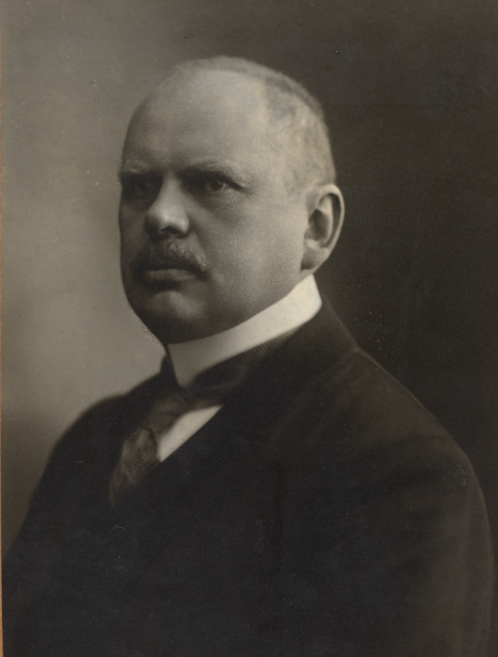
Max Hussarek von Heinlein 1918

## Herkunft
Max Hussarek von Heinlein stammte aus einer altösterreichischen Offiziers- und Beamtenfamilie. Er war der Sohn des als Ritter Hussarek von Heinlein geadelten Feldmarschallleutnants Johann Hussarek (1819–1907) und der Johanna Heinlein (1845–1921). Sein Bruder Franz Hussarek von Heinlein (* 1873) war österreichischer Generalmajor.

## Leben
Er besuchte Schulen in Lemberg und Hermannstadt und das Theresianum in Wien. Er studierte ab 1883 Kirchenrecht an der Universität Wien und promovierte 1889 sub auspiciis imperatoris zum Doktor juris. 1888 wurde er Konzeptspraktikant bei der k.k. Finanzlandesdirektion für Niederösterreich. 1890 bis 1892 hielt er als Juristenpräfekt am Theresianum kirchenrechtliche Kolloquien ab. Gleichzeitig wurde er Erzieher von Prinz Abbas Hilmi, dem zukünftigen Khediven von Ägypten.
Seit 1892 arbeitete er im für Cisleithanien zuständigen k.k. Ministerium für Kultus und Unterricht und wurde Privatdozent, 1895 außerordentlicher Professor für Kirchenrecht an der Universität Wien. Dort führte er eigene rechtshistorische Vorlesungen ein und wurde dadurch zum Begründer der modernen Wiener Kirchenrechtsschule. 1897 übernahm er im Ministerium die Leitung der Abteilung für Angelegenheiten des katholischen Kultus und wurde 1907 Leiter des Kultusamtes des Ministeriums.
Am 24. Mai 1898 heiratete Hussarek in Wien Frieda Kühn (1877–1960), eine Tochter des Wiener Volksküchen-Präsidenten Josef von Kühn. 1899 und 1900 wurden die beiden Söhne Max und Friedrich geboren.
Von 1911 bis 1917 war der Christlichsoziale Hussarek Unterrichtsminister dreier k.k. Regierungen (Stürgkh, Koerber II und Clam-Martinic). In seine Amtszeit fielen die Anerkennung der Professoren der evangelischen theologischen Fakultät als Universitätsprofessoren, die Reform der rechts- und staatswissenschaftlichen Studien und die Anerkennung des Islams nach hanafitischem Ritus als Religionsgesellschaft.
1917 wurde er von Kaiser Karl I. in den Freiherrenstand erhoben, der wie alle Adelstitel für Deutschösterreicher am 10. April 1919 wegfiel. Vom 25. Juli bis 27. Oktober 1918 amtierte Hussarek als (vorletzter) k.k. Ministerpräsident von Cisleithanien (siehe Ministerium Hussarek). Die altösterreichischen Nationalitäten hatten am 30. Mai 1917 anlässlich der Wiedereinberufung des Reichsrats nach dreijähriger Vertagung durch ihre Vertreter im Parlament ihre Pläne zur Eigenständigkeit nach dem Krieg verkündet. 1918 gehegte Überlegungen zum Umbau des Staates innerhalb der österreichischen Monarchie mussten daher als realitätsfremd scheitern.
Das von Hussarek verantwortete, aber angeblich zu beträchtlichen Teilen vom Kaiser selbst verfasste Manifest vom 16. Oktober 1918, inoffiziell als Völkermanifest bezeichnet, sollte den Anstoß dazu geben, die getreuen österreichischen Völker in einen Bundesstaat mit weitgehender Selbstständigkeit für die einzelnen Nationen umzuwandeln. Die gemeinten Völker wollten aber nicht mehr getreu und auch keine österreichischen mehr sein, was Hussarek nicht überrascht haben dürfte. Er war bereits Mitte Oktober 1918, vor Erlassung des Manifests, bereit zurückzutreten, blieb aber ohne weitere Einflussmöglichkeit auf das Geschehen mit seinen Ministern im Amt, bis der ratlose Kaiser am 27. Oktober 1918 das Ministerium Lammasch ernannte, in Medien schon vor seiner Berufung als Liquidationsministerium bezeichnet und tatsächlich das letzte k.k. Kabinett.
Nach dem Ersten Weltkrieg widmete sich Hussarek, inzwischen ordentlicher Professor an der Universität Wien, wieder dem Kirchenrecht. Er wurde zum Hauptvertreter des österreichischen Staatskirchenrechts. Daneben war er auch hoher Funktionär des Österreichischen Roten Kreuzes.

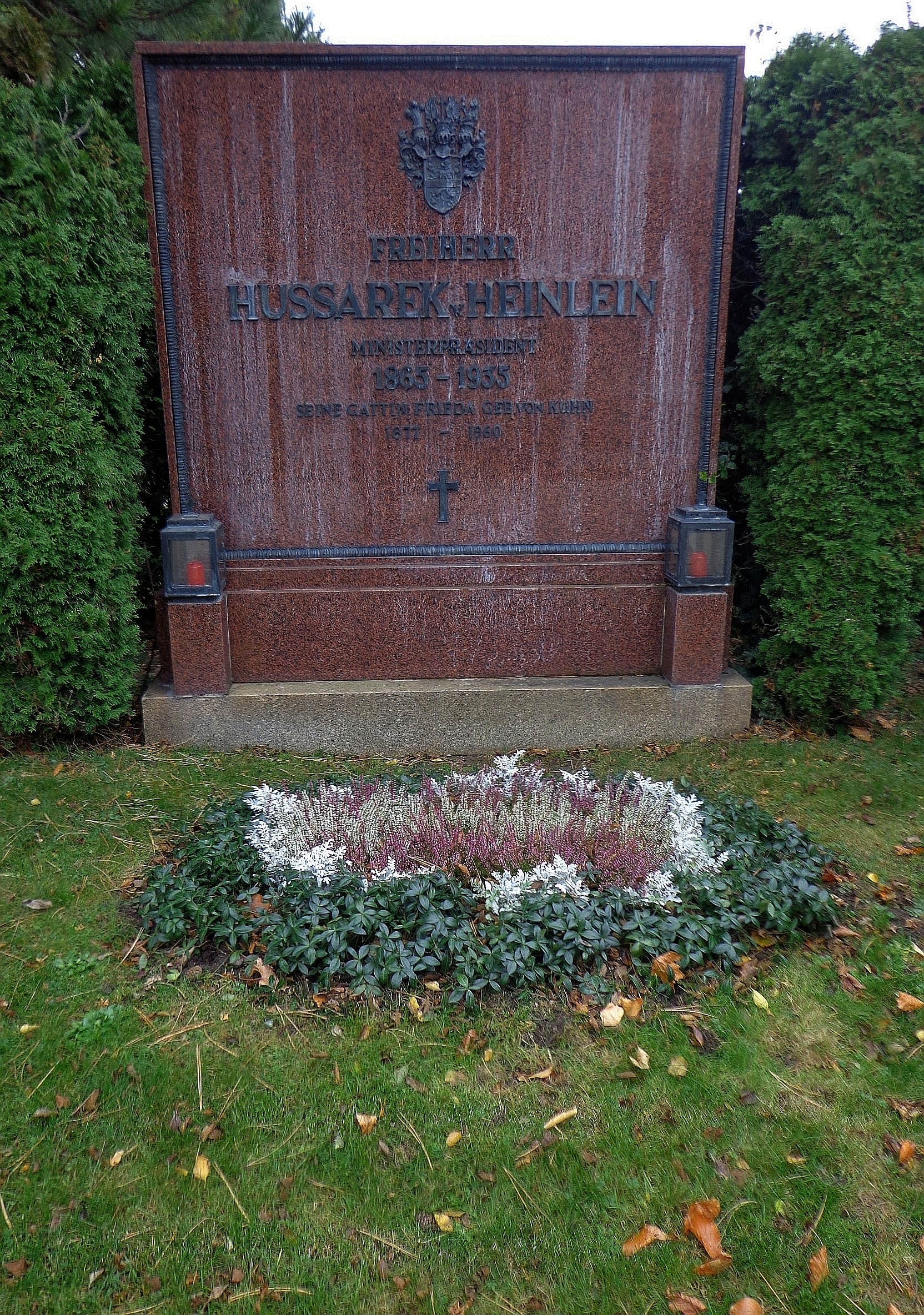
Ehrengrab Hussareks am Wiener Zentralfriedhof

Er ist in einem Ehrengrab des Wiener Zentralfriedhofs bestattet.

## Politik als Ministerpräsident
Beim Ministerrat für gemeinsame Angelegenheiten vom 27. September 1918 erklärte Hussarek zwar seine Zustimmung zum Punkt 9 des Programms Wilsons, der die italienische Grenze nach klar erkennbaren ethnischen Grenzen regeln wollte, interpretierte ihn aber wirklichkeitsfremd um: die klar erkennbaren Grenzen seien schon durch die endgültige Abgrenzung von 1866 festgelegt worden. Auch ein Plebiszit im Trentino fürchtete er nicht.
Hussarek plante die Zweiteilung der böhmischen Landesverwaltung, wovon er sich nicht viel versprach, aber vor der Welt werde demonstriert, dass man sich vor der Notwendigkeit einer Rekonstruktion nicht verschließe. Die größten Gefahren und Schwierigkeiten lägen, laut Hussarek, bei den Tschechen, die übrigen Autonomiebestrebungen hingegen können zu einer Rekonstruktion, ja zu einer Regenerierung Österreichs führen. In der polnischen Frage führe die Anwendung der Wilsonschen Prinzipien hingegen zum glatten Verlust Galiziens.
Hussarek trug im Gegensatz zu seinem ungarischen Kollegen Sándor Wekerle den durch das Auseinanderstreben der Nationalitäten äußerst schwierigen politischen Verhältnissen in seiner Reichshälfte Rechnung, wenn auch widerwillig, zögerlich und bei weitem ungenügend. Es ging ihm darum, durch Ausscheiden der polnischen und dalmatinischen Abgeordneten im Reichsrat die Mehrheit der deutschen Abgeordneten zu sichern, oder, wie er es einmal vertraulich formulierte, durch Konzessionen an Polen und Südslawen die Tschechen unterzukriegen, – eine völlig realitätsfremde Absicht.
Als Hussarek am 1. Oktober 1918 im Reichsrat die Durchführung des Prinzips der nationalen Autonomie in Anerkennung des Wilsonschen Prinzips der Selbstbestimmung verkündete, dachte er nicht daran, den Nationalitäten tatsächlich staatliche Rechte zuzugestehen. Was er konzedierte, war nicht politisch-territoriale Autonomie und föderative Umgestaltung des Staates, sondern lediglich Autonomie auf dem Gebiet der Landesverwaltung, also nur in zweiter Instanz. All das war auch nur aktuell für die böhmische Frage; die Tschechen lehnten aber jedes Verbleiben unter österreichischer Herrschaft ab.
Beim Ministerrat vom 2. Oktober 1918 gelangten wieder die Lösungsmodalitäten der südslawischen Frage zur Diskussion. Hussarek glaubte, eine Zusammenlegung Kroatien-Slawoniens mit Bosnien-Herzegowina und Dalmatien, im subdualistischem Sinn, würde den derzeitigen Notwendigkeiten vollauf Rechnung tragen, auch dies wiederum realitätsfern.
Hussarek war gemeinsam mit Heinrich Lammasch Urheber des so genannten Völkermanifests, der am 16. Oktober 1918 von Kaiser Karls I. vage verkündeten föderalistischen Reformen in der österreichischen Reichshälfte.
Wie aus verschiedenen Vorentwürfen des Manifests ersichtlich, planten der Kaiser und Hussarek aus Cisleithanien vier Teil-Königreiche zu bilden: Böhmen, Illyrien, Halycz und Innerösterreich. Die Selbstbestimmung der Völker Österreichs, jedes auf seinem Siedlungsgebiet, bedeutete jedoch die von den Tschechen abgelehnte, von Deutschnationalen angestrebte Zerreißung Böhmens. In katastrophaler Umkehrung der ursprünglichen Ziele wurde damit das Völkermanifest nicht zu einem Akt der Reform, sondern zu einer Bekräftigung jenes nationalpolitischen Kurses, der eine der Hauptursachen der inneren Krise darstellte.
Am 15. Oktober 1918 stellte Hussarek beim gemeinsamen Ministerrat den Antrag auf eine bundesstaatliche Reform der Monarchie durch die Bildung von Nationalstaaten, scheiterte jedoch damit vor allem am ungarischen Widerstand.
Beim Ministerrat vom 22. Oktober 1918, bei dem die Föderalisierung Österreichs Hauptthema war, befand sich die Monarchie schon in totaler Auflösung. Hussarek wollte die südslawische Frage immer noch im Rahmen der Monarchie, aber bei gleichzeitiger Vereinigung aller Südslawen exklusive Serbien und Montenegro in ein einheitliches unabhängiges Staatsgebilde gelöst sehen.
Die heftige Ablehnung des Völkermanifests durch Ungarn führte wenige Tage später zu Hussareks Ablösung als Ministerpräsident.